# Kap Enniberg
Kap Enniberg er et 754 m højt forbjerg på nordspidsen af Viðoy, Færøerne. Det er et af de højeste forbjerge i Europa, der går lodret ned i åbent hav. Enniberg rejser sig som en 754 m høj mur op fra havet. Ved foden af Enniberg ligger skæret Seyðtorva. Navnet Enniberg er sammensat af det færøske enni, «pande», og berg, (bjerg).
Bag fjeldet ligger bygden Viðareiði i syd. Det er en naturoplevelse at vandre fra Viðareiði til Enniberg, men turen skal kun foretages af grupper med nogen erfaring. Der organiseres bådture forbi Kap Enniberg. 
Enniberg kan observeres fra det nordlige Kalsoy, i vest og fra Fugloy i øst.
Enniberg rummer store kolonier af havfugle, og har historisk set været et vigtigt sted for fuglefangst på Færøerne, specielt af lunder. Omkring 1900 kunne der blive fanget op til 100 000 fugle årlig på Viðoy.
- Enniberg
- Til højre Enniberg med Viðareiði i midten
- Venstre: Enniberg. Højre: Kunoyarnakkur (Kunoy).